# TKO Spot

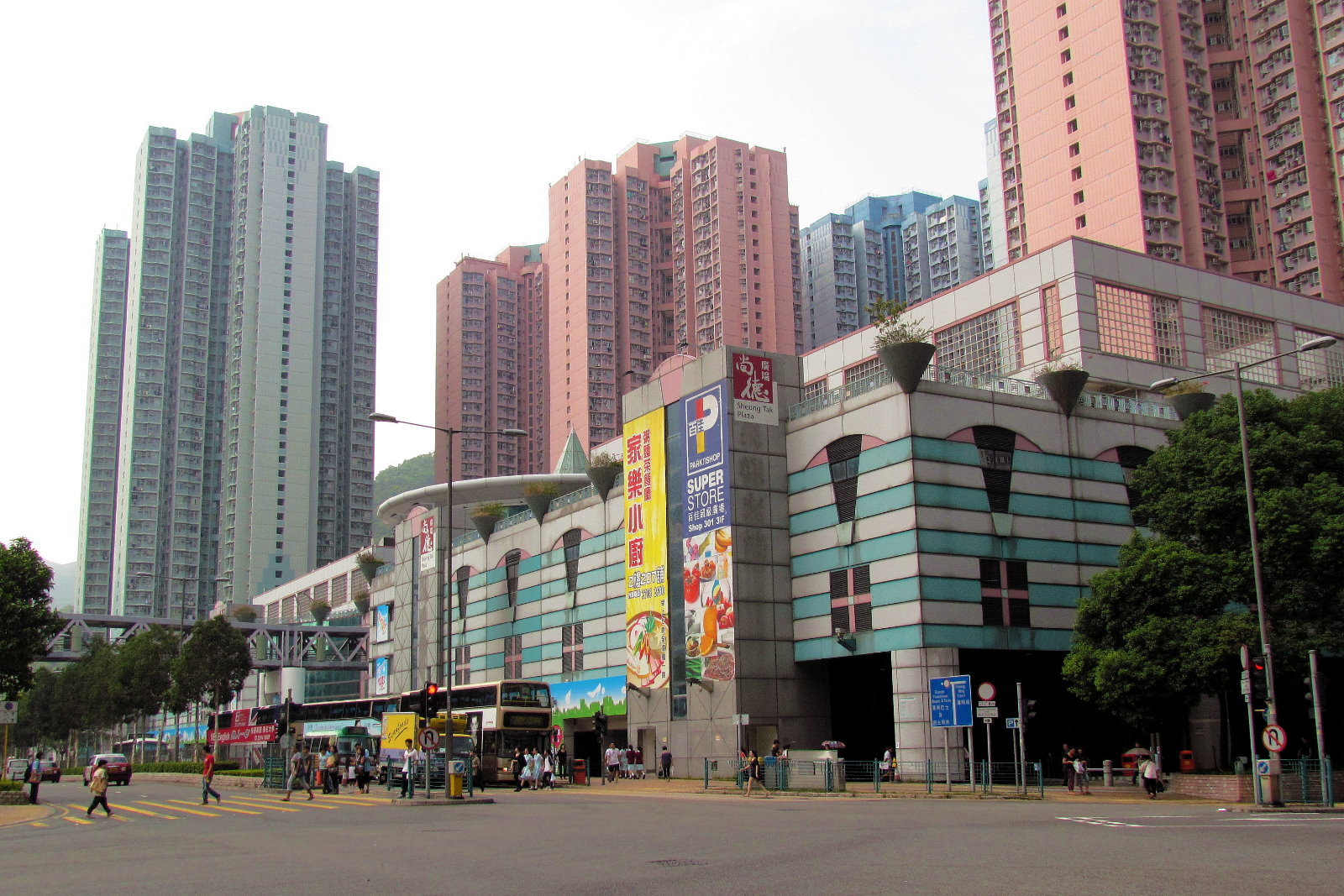
商場舊貌（2013年）

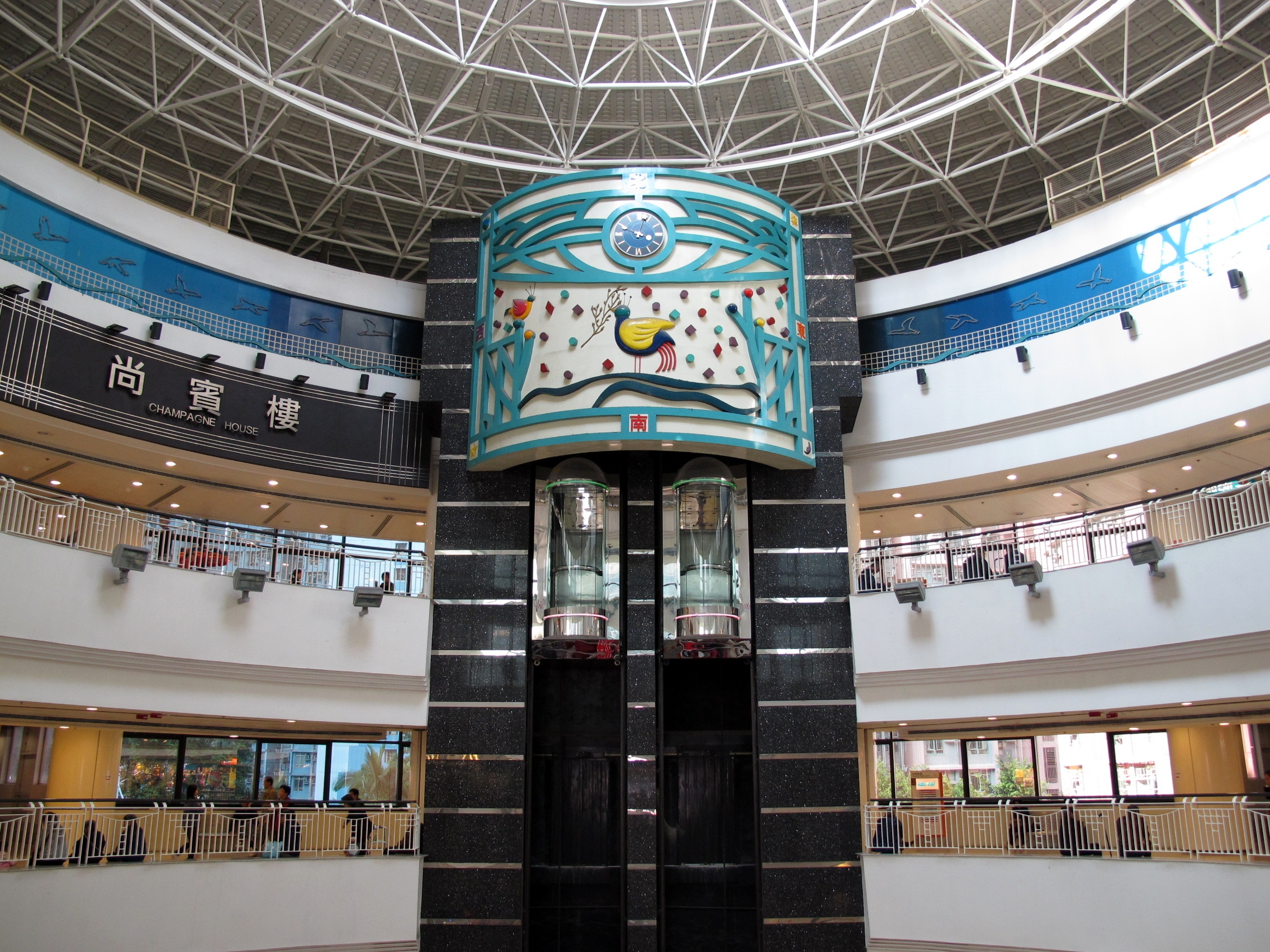
尚德廣場雀鳥主題時鐘（2011年）

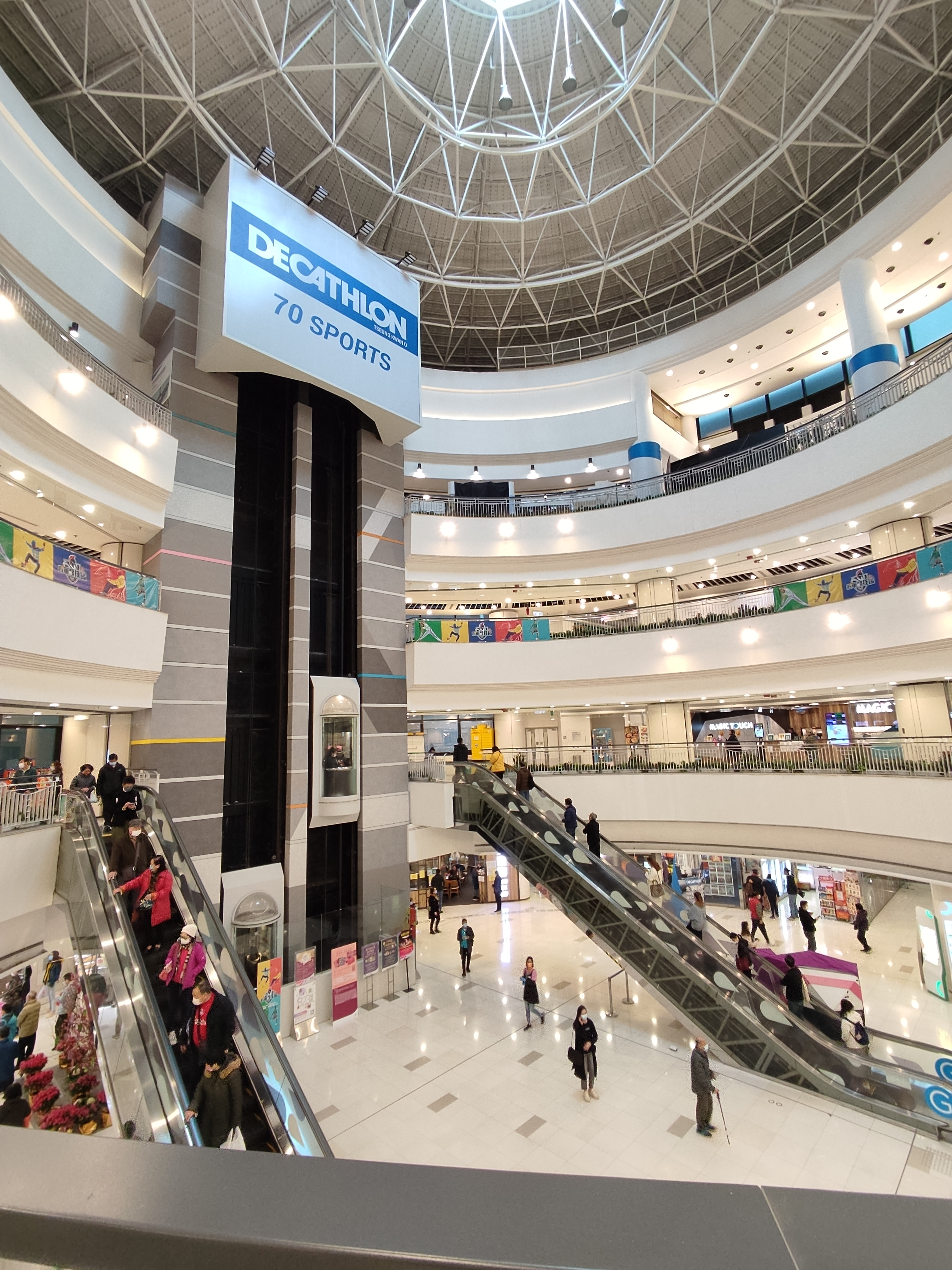
2022年的尚德廣場中庭，頂部雀鳥報時鐘已經消失

TKO Spot是一座位於香港新界將軍澳唐明街2號的購物商場，於1998年啟用，是將軍澳市中心首個大型商場，同時是領展十大商場之一。
商場由房屋署總建築師（2）設計，樓高四層，共建有約131,812平方呎的零售面積，並設有乾濕貨街市。中庭設有觀光升降機，頂部曾經裝上具雀鳥風格的時鐘，寓意為鳥巢。
商場原名為 尚德商場（英語：Sheung Tak Shopping Centre），於2012年下旬更名為 尚德廣場（英語：Sheung Tak Plaza），2019年12月商場改名為 TKO Spot、並取消中文名稱。商場原為香港房屋委員會持有管理，於2005年售予領匯房地產信託基金。現時商場已外判予中國海外物業服務管理。
領展於2011年初開始，進行為期約2年的首次商場翻新工程，項目包括重組商場佈局、改善無障礙設施、翻新入口通道、街市等設施，2013年8月完成。其後領展於2017年開始，進行第二次資產提升工程，歷時約2年的翻新工程於2019年12月大致完成，同期商場易名為TKO Spot。

## 歷史

### 商場前身
TKO Spot的地皮與尚德邨同樣屬於填海地。

### 興建
1990年代將軍澳南部份填海完成，房委會按照計劃開始興建尚德邨及商場（即後來的TKO Spot）。
商場連同外圍的十二生肖廣場於1998年3月竣工、同年開幕。
商場落成後即為香港房屋委員會所管轄，屬於尚德邨範圍之內。在2001年9月舉行的「『從黎明開始』商場商戶清潔比賽」中，獲得最清潔商場的獎項。

### 領展時期
2005年，商場被售予領匯房地產信託基金。

## 商場結構
商場共有四層購物設施，分別命名為地下（G）、一樓（1）、二樓（2）和三樓（3）。總商用面積達131,812平方呎，提供102間商舖，並設有一個乾濕貨街市。

#### 地下（G）
大致分為13間商舖，大部分是連鎖零售店，如唐記包點、OK便利店等，扶手電梯（往地下至一樓）下的位置為中庭，這裡會定期擺放展銷攤位和舉行展覽；旁邊立有港鐵特惠站。此層亦設有顧客服務台，為顧客辦理泊車優惠及提供其他服務。
此層共有三個出入口，分別通往唐明街、尚德邨內園及巴士總站。
其他樓面面積則劃作街市之用，共有84個攤檔；如要由街市往返商場，則要從街外或商場後通道前往。街市曾經名為尚德街市，在2019年關閉翻新，期間曾經在G10號舖設置臨時街市。翻新後於2020年1月重開，並改名為Spot Mart。
另外，此層設有巴士總站、名為尚德公共交通總站（英語：Sheung Tak Public Transport Terminus）。

#### 一樓（1）
此層只有23間商舖。商舖以日用品商店為主，亦進駐數間餐廳。

#### 二樓（2）

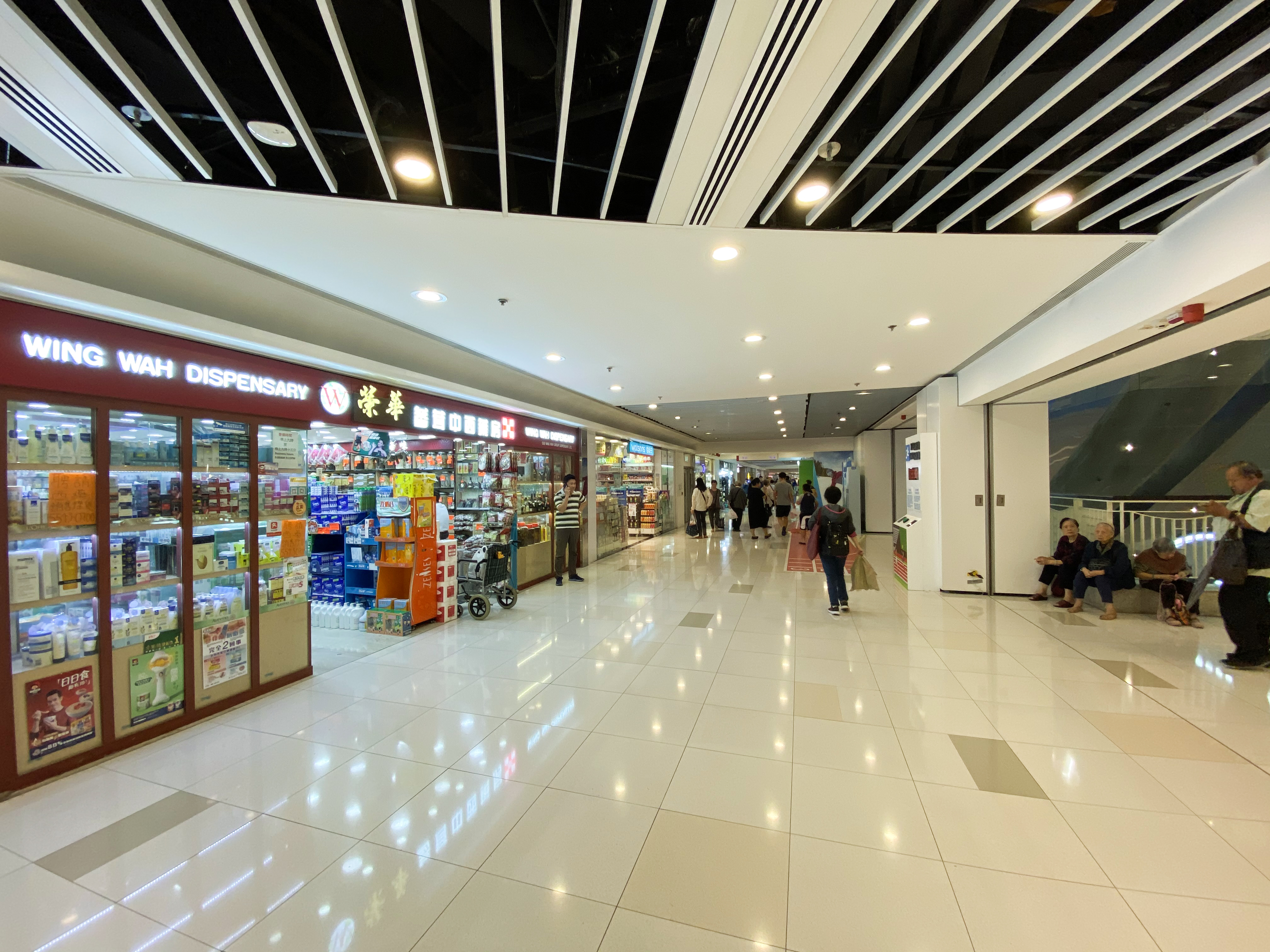
商場2樓內部（2019年）

共有53間商舖，屬商場最多店舖的一層，不同種類的商店都設於此層，例如屈臣氏、快圖美、百佳超級市場等。
此層還有香港賽馬會投注站、郵政局與創興銀行和集友銀行；餐飲方面，則有麥當勞、101台式悠閒餐廳、漁樂和一粥麵。
二樓亦設三個出入口，均設有蓋行人天橋連接，分別通往：
1. 尚智樓及尚禮樓停車場，經停車場可前往富康花園及將軍澳運動場。
2. 尚明樓及尚信樓停車場，經停車場可前往唐明苑。
3. 唐明街公園、PopCorn商場及將軍澳站[5]。

#### 三樓（3）

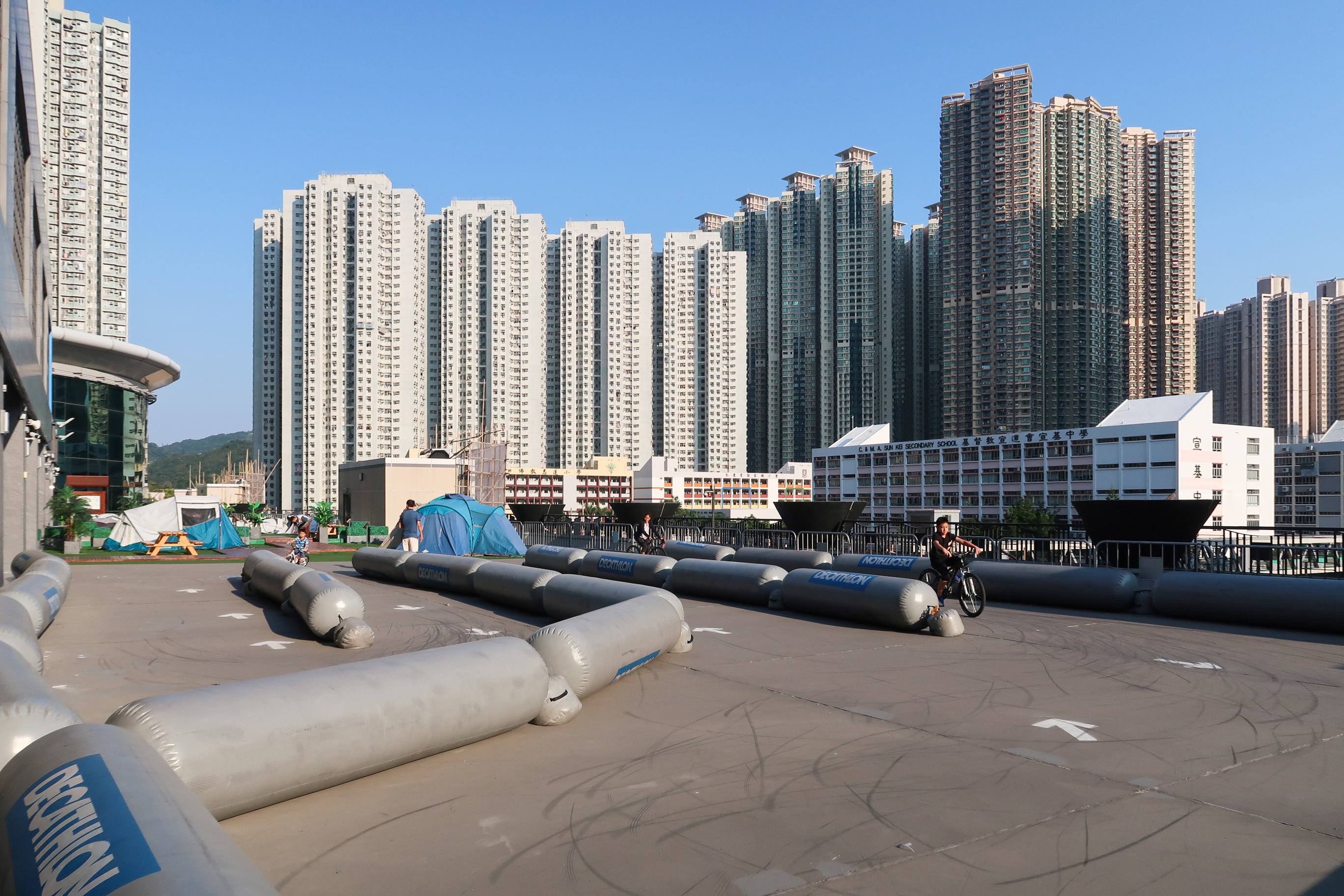
商場3樓戶外平台（2019年）

在翻新工程前設有13間商舖，多數為醫務所和補習社，且有一間稱作「尚賓樓」的酒樓。樓層剩餘空間用做擺放椅子或小型機動遊戲機，供顧客休憩與玩耍之用。百佳超級市場於2012年中由1樓搬至此層，取代原有的尚賓樓酒樓。

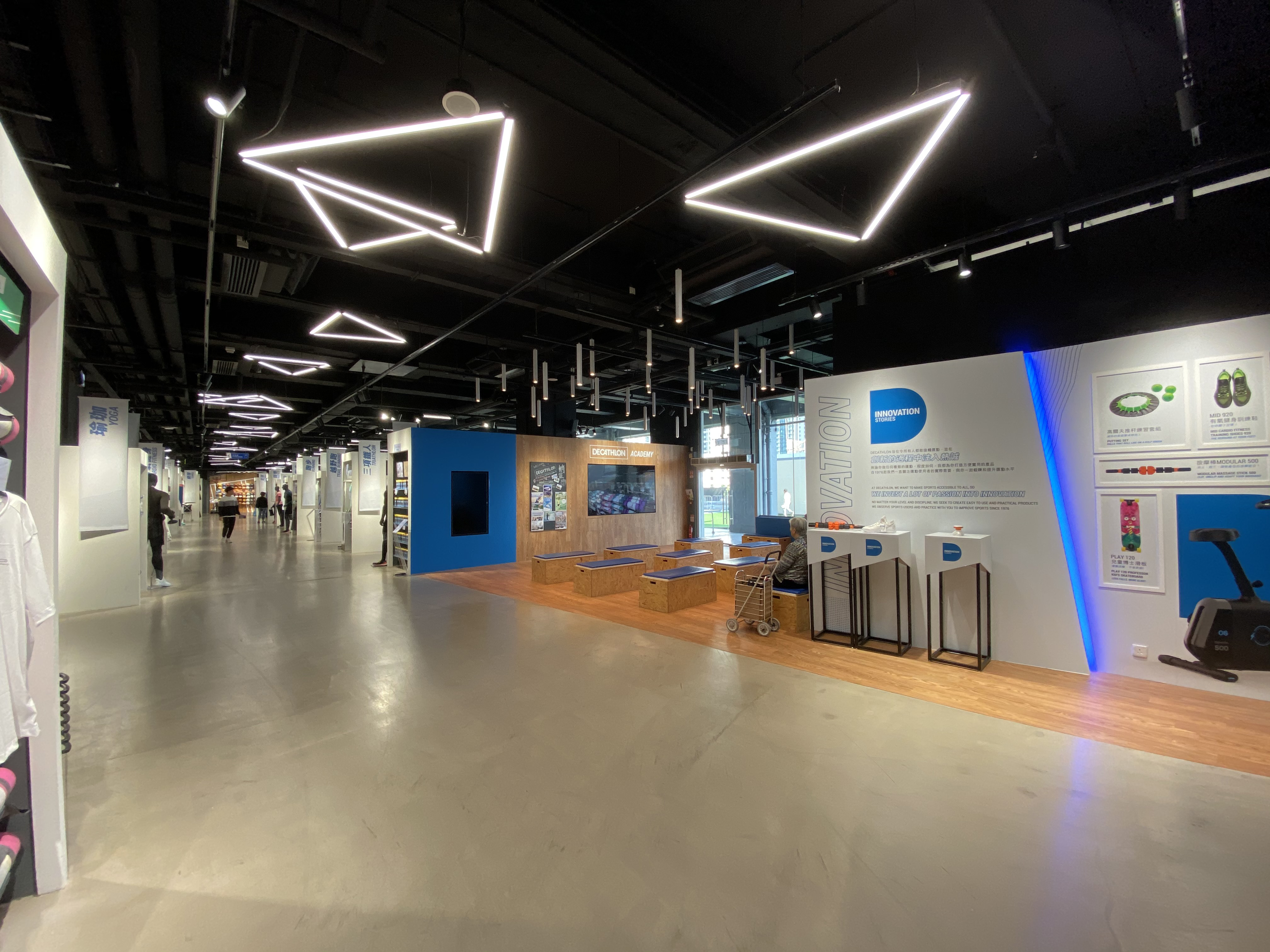
商場3樓全層為迪卡儂（2019年）

惟商場於2018年進行翻新，將三樓所有商戶搬遷或結束租約，原有的診所和百佳超級廣場亦一併搬離。翻新後引入迪卡儂開設全港最大的分店作旗艦店，並一併租用原商舖外面的戶外平台，合共全層72,000平方呎樓面。位於三樓尾端的洗手間通道可通往設有籃球場、休憩地方的天台。

#### 天台
商場天台設置機電設備房及一個戶外籃球場；籃球場於指定時間開放予市民使用。
及後而迪卡儂進駐而一併接管籃球場作教學等其他用途。由於天台沒有升降機到達，市民需使用樓梯前往天台。

## 主要商戶
| 以下商戶僅作參考，並且會隨時有變動                                                                                           |      | |      | |      |                   |
| 地下 - 貢茶 - 翠華餐廳 - 新樂園魚蛋粉 - 阿波羅 - 唐記包點 - 我係餅店 - OK便利店 - 世紀21物業 - 仁和堂龜苓膏專門店 - 尚德藥房 | 一樓 | - 肯德基 - Magic Touch - 1968 Bistro - 薩莉亞意式餐廳 - 敍·龍閣 - 萬寧 - 日本城 - 廣福藥業公司 - 夢幻樂園 - 美亚公司 - 千年店 - 駱志雄牙科醫生醫務所 - 電話堡 - 腦地方 - 新德(集團)電業公司 - 新興電器公司 - 数码流动 - 青苗琴行 - 高思課程 (尚德) - 香港市集聯盟 - 化粧間 | 二樓 | - 百佳超級市場 - 麥當勞 - 华润堂 - 一粥麵 - 譚仔雲南米線 - Sukiya - 屈臣氏 - 7-11便利店 - 創興銀行 - 集友銀行 - 快圖美 - 明誠教育 - 尚德郵政局 - 香港賽馬會 - 順豐站 - 漁樂 - 匡信中醫專科診所 - 農本方 - 榮華參茸中西藥房 - 營多東南亞食品市場 - iEat - 雅倫眼鏡 - 其昌眼鏡 - 興業錶行 - 雅芳婷內衣 - 高威皮鞋手袋公司 - lady story - 通利琴行 | 三樓 | 迪卡儂  |

1. ↑  店舗總面積高達72000尺，分别有36000平方呎的室內空間和36000平方呎戶外店組成，將成為香港最大的體育用品商店。

## 商場設計

#### 雀鳥報時鐘（已拆卸）
升降機塔頂部的雀鳥風格報時鐘寓意為「鳥巢」。
值得留意是報時鐘原本會於指定時間響鈴報時，可惜的是報時鐘製造廠商缺乏零件、難以為報時鐘維修，最後被拆卸。

#### 觀光升降機
該升降機的指針顯示屏為古典風格；唯於2019年被領展更換為一般LED樣式。
機內景觀為望向商場中庭。

#### 環形空間
該空間的寬度剛好能容納一個人坐下時的空間，所以很多顧客在此休憩。
可是，該空間原本並非予顧客乘坐的，因此商場曾經貼上類似「不得坐下」等告示。而領展接管此商場後, 在該環形空間上安裝不銹鋼欄杆防止有人在此坐下，惟可能只為「提高商場的觀感」。安裝後首一個月的確是沒有人坐下，可是不久過後依然有很多顧客在此休憩，只是起來時要避免碰到頂部欄杆；但依然有不少顧客坐在欄杆下空間的情形。

## 商場翻新

### 第一次商場翻新
在2011年開始，領展為商場進行為期約24個月的「資產提升計劃」；工程項目主要重組商舖佈局、改善無障礙通道、防火設施及街市設施等。
根據商場「商戶及顧客通訊」，工程會分別進行：
| 2011年 - 改善消防通道 - 翻新商場通道 - 增加新商舖 - 翻新中庭天幕 - 優化各商場入口 - 改善街市設施 | 2012年 - 改善消防通道 - 翻新商場通道 - 增加新商舖 - 清洗外牆 - 優化各商場入口 - 加強商場內指示牌 - 加設新客戶服務台 - 優化公眾走廊天花 - 改善照明系統 - 優化3樓平台至多用途空間 |

##### 一樓空間與特色幕牆
翻新工程同時刪減商場一樓及二樓部份商店，從而增加通道空間、聲稱可「改善顧客體驗」。而刪減得來的部分則打通成樓高兩層的空間，同時新增一幅特色幕牆，位於一樓大家樂和茶樓（110-111號舖）對出。
該空間可佈置節日裝飾、舉行小型活動等，並設置由市民捐贈的鋼琴、並邀請本地藝術家甘家瑋模仿「九龍皇帝」曾灶財的塗鴉、為鋼琴表面塗上塗鴉繪畫《皇帝痕跡》，吸引途人彈奏，但於2019年被領展移除該鋼琴。

### 第二次商場翻新及現況
2018年，領展再次展開第二次商場大型翻新工程，此工程包括翻新天台籃球場、3樓整層及戶外空間用地、更換各層原有特色地板、以至外牆翻髹（但沒有更換原有窗戶）等，聲稱為商場更換形象。

##### 街市

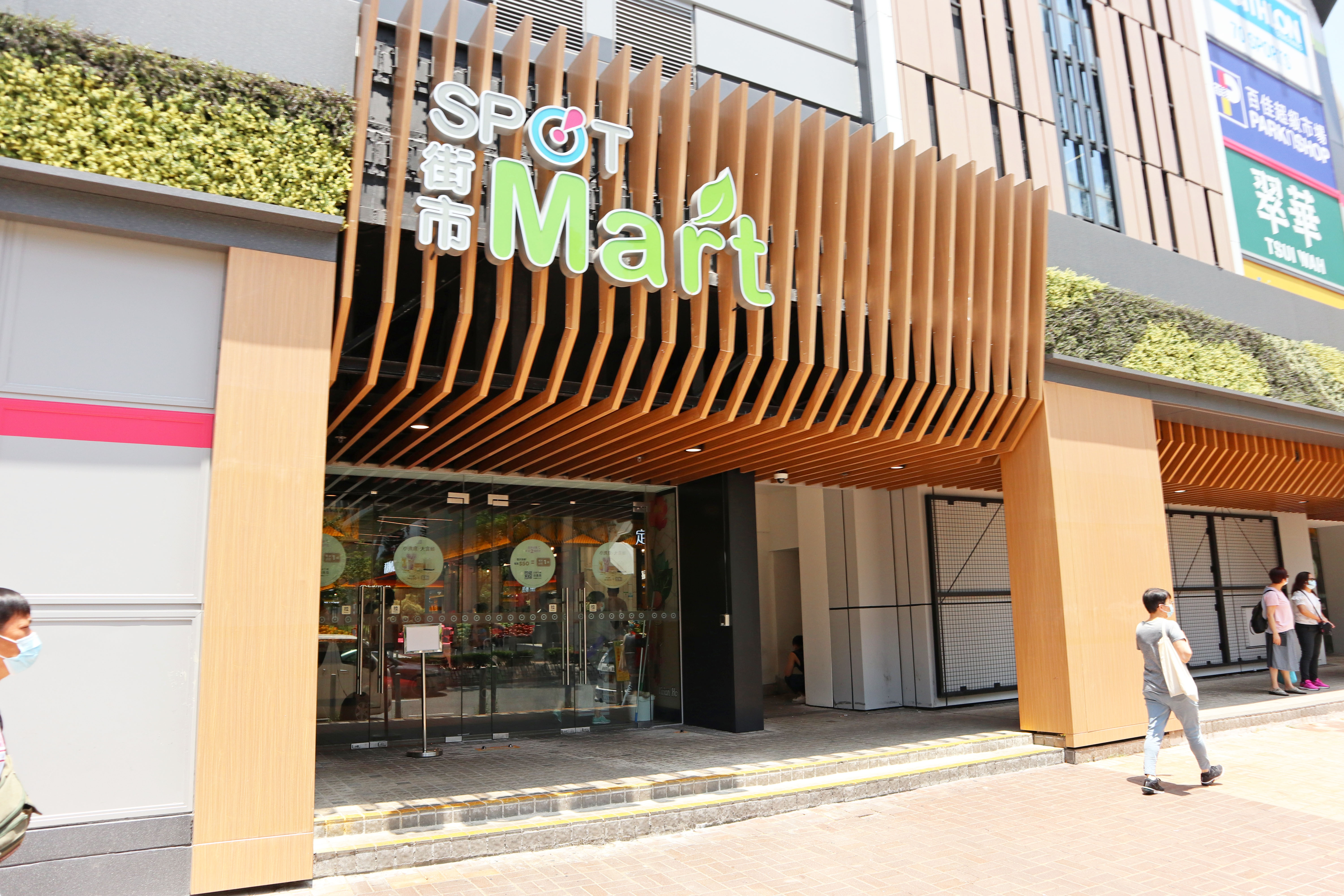
尚德街市翻新後更名為SPOT Mart（2020年）

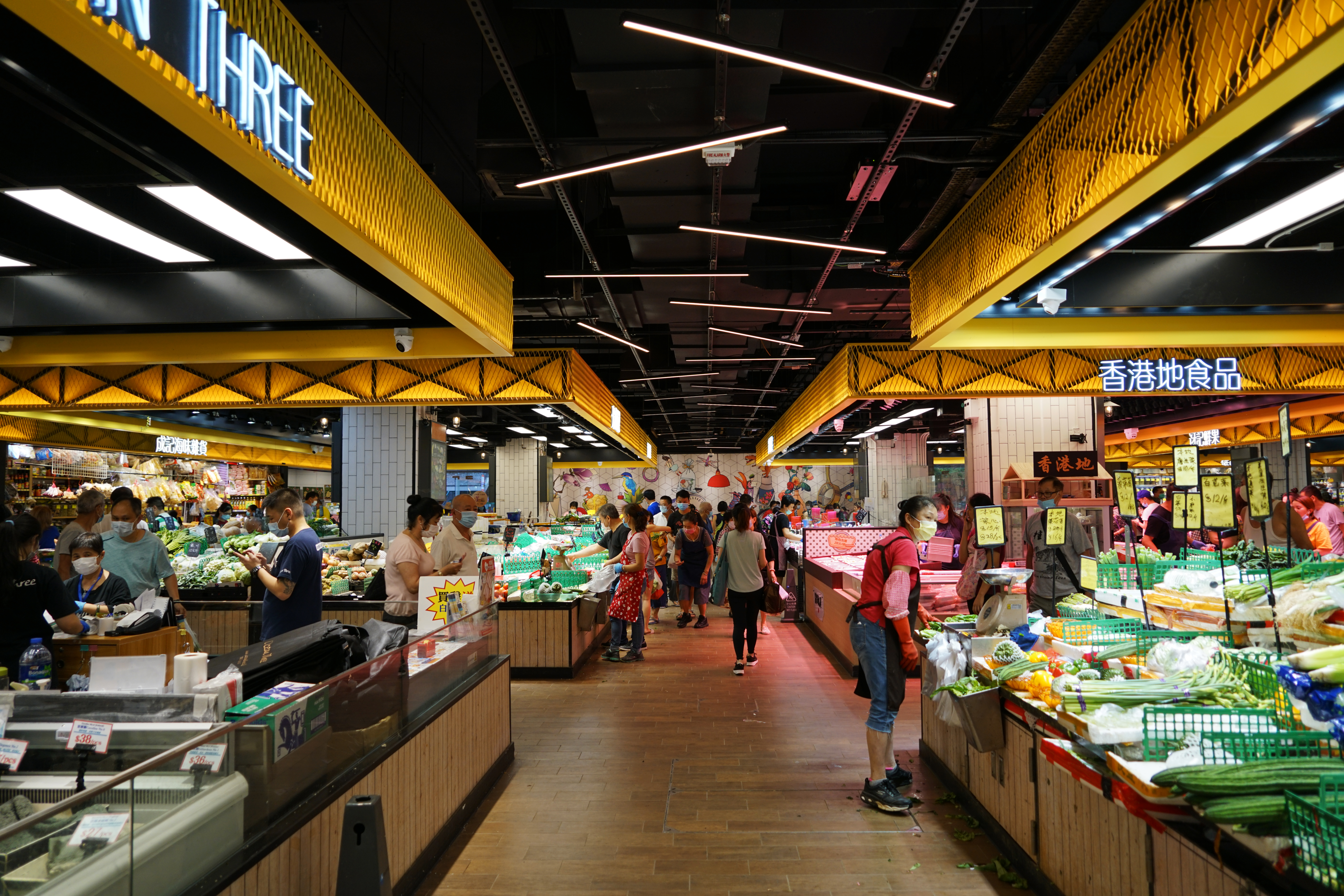
SPOT Mart海味雜貨及菜檔

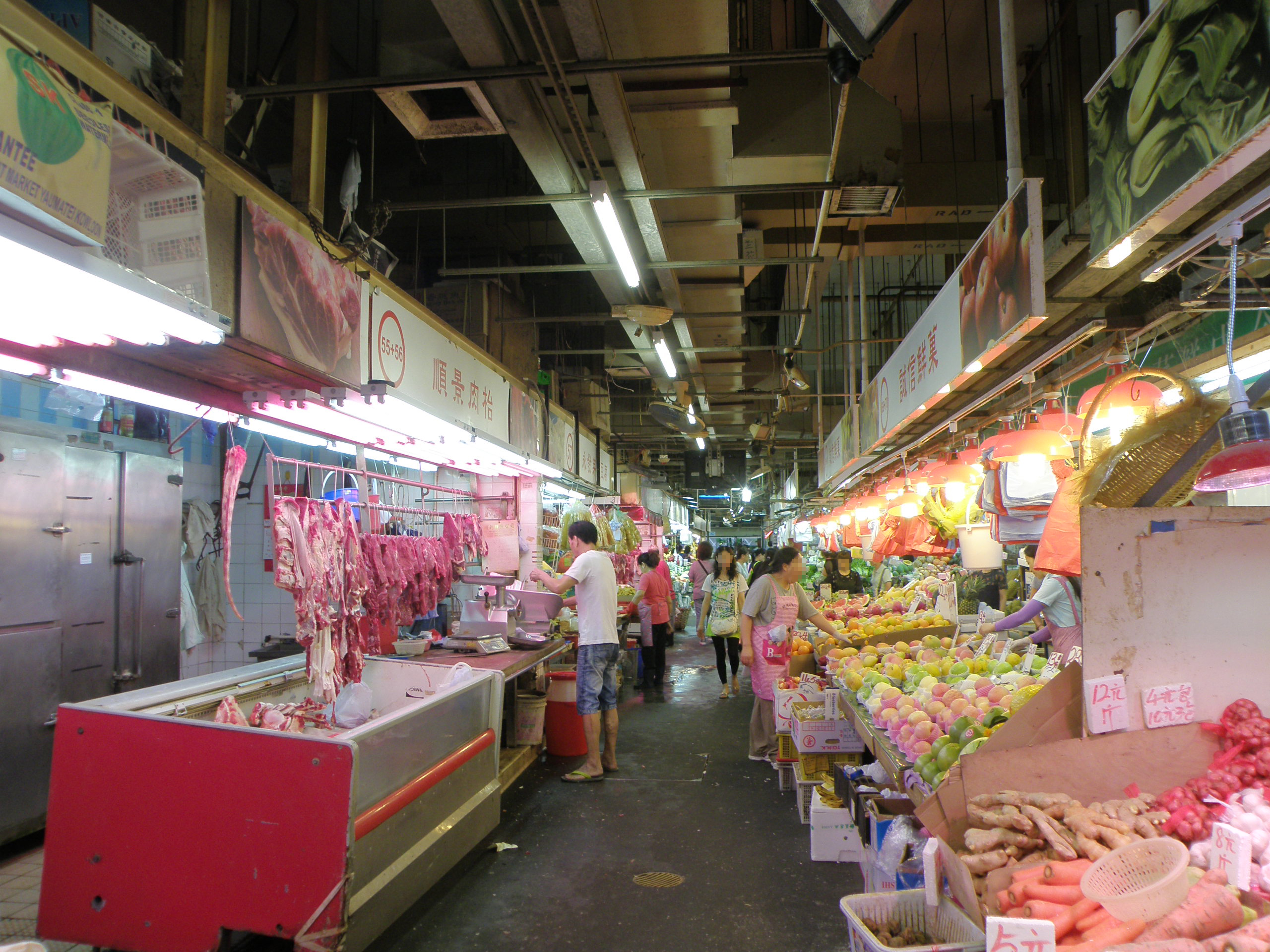
SPOT Mart舊貌（已於2019年8月起翻新）

街市於2019年8月關閉以進行翻新工程，當百佳搬遷到二樓後、領展於G10號舖設置臨時市集。街市翻新後被更名為SPOT Mart，並於2020年1月13日試業。

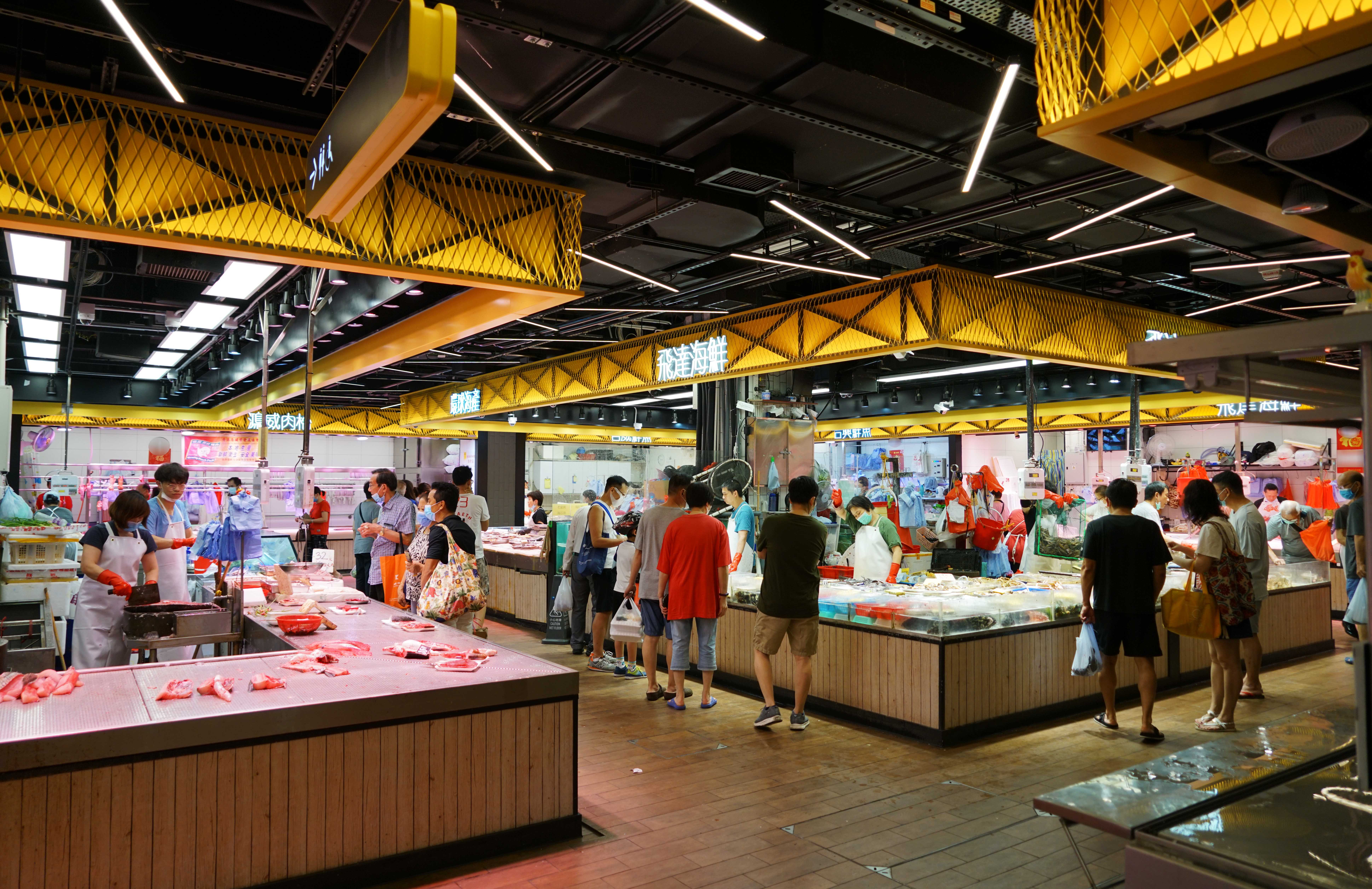
豬肉、魚及海鮮檔
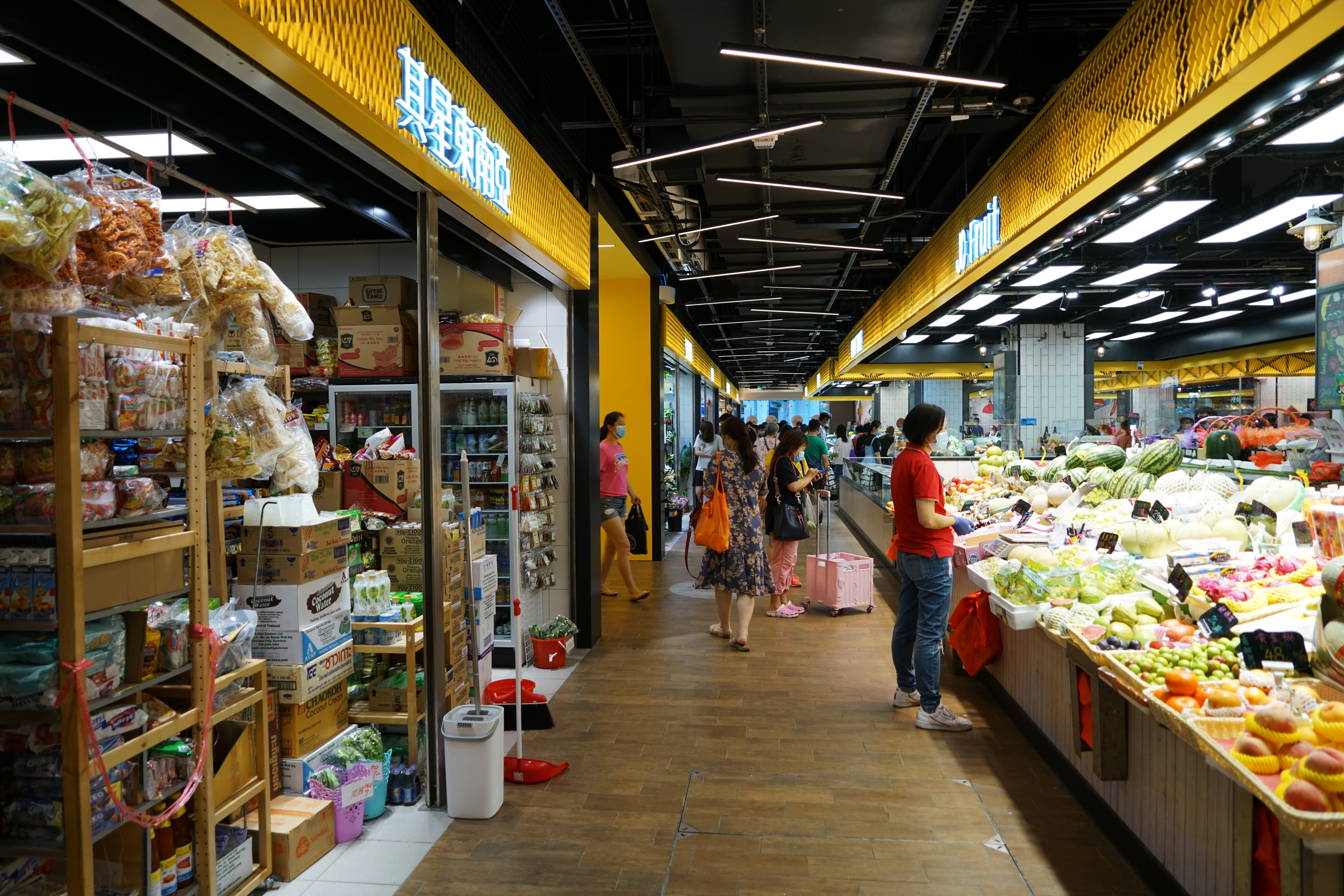
東南亞食品及水果檔
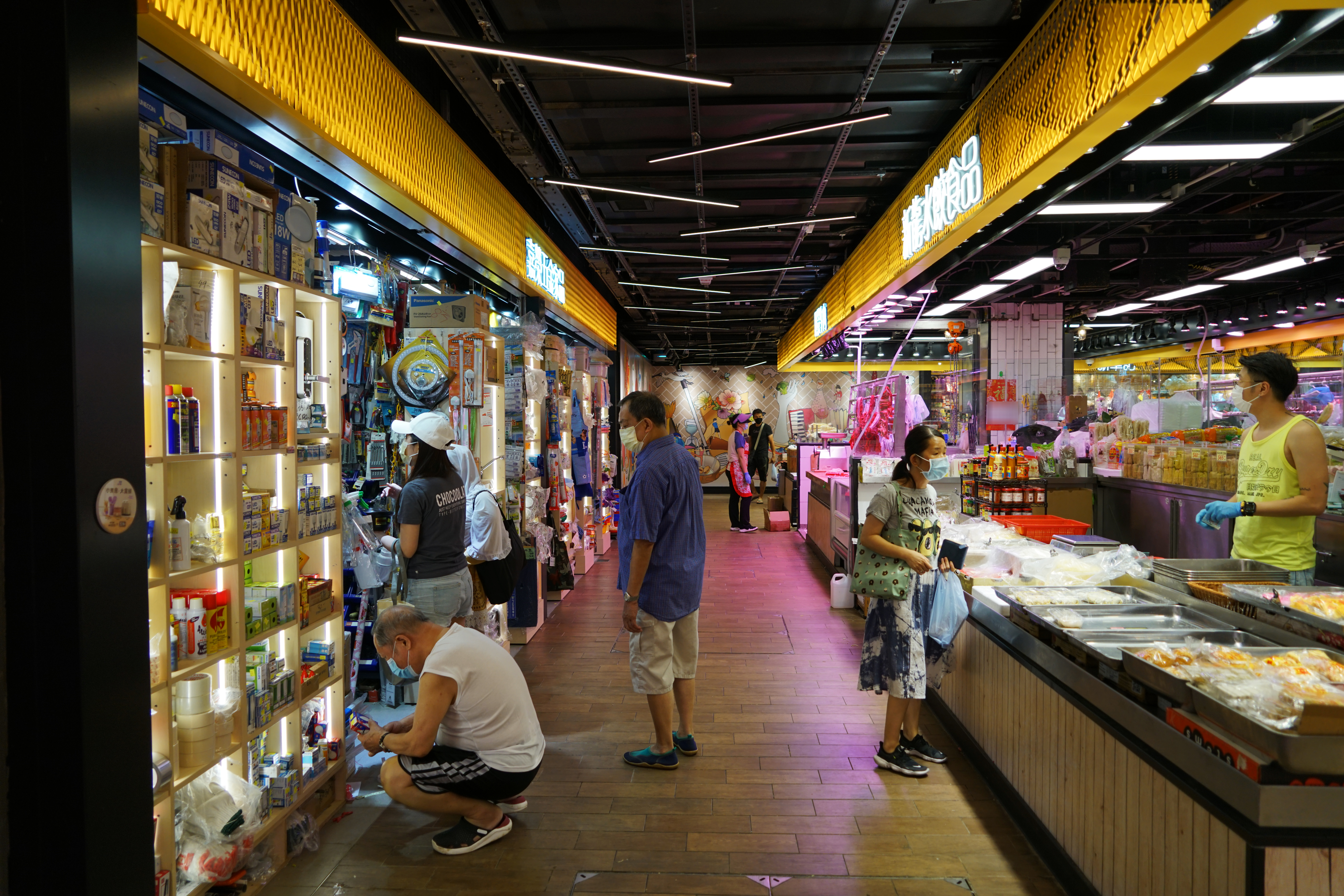
五金家品、牛肉及水餃檔
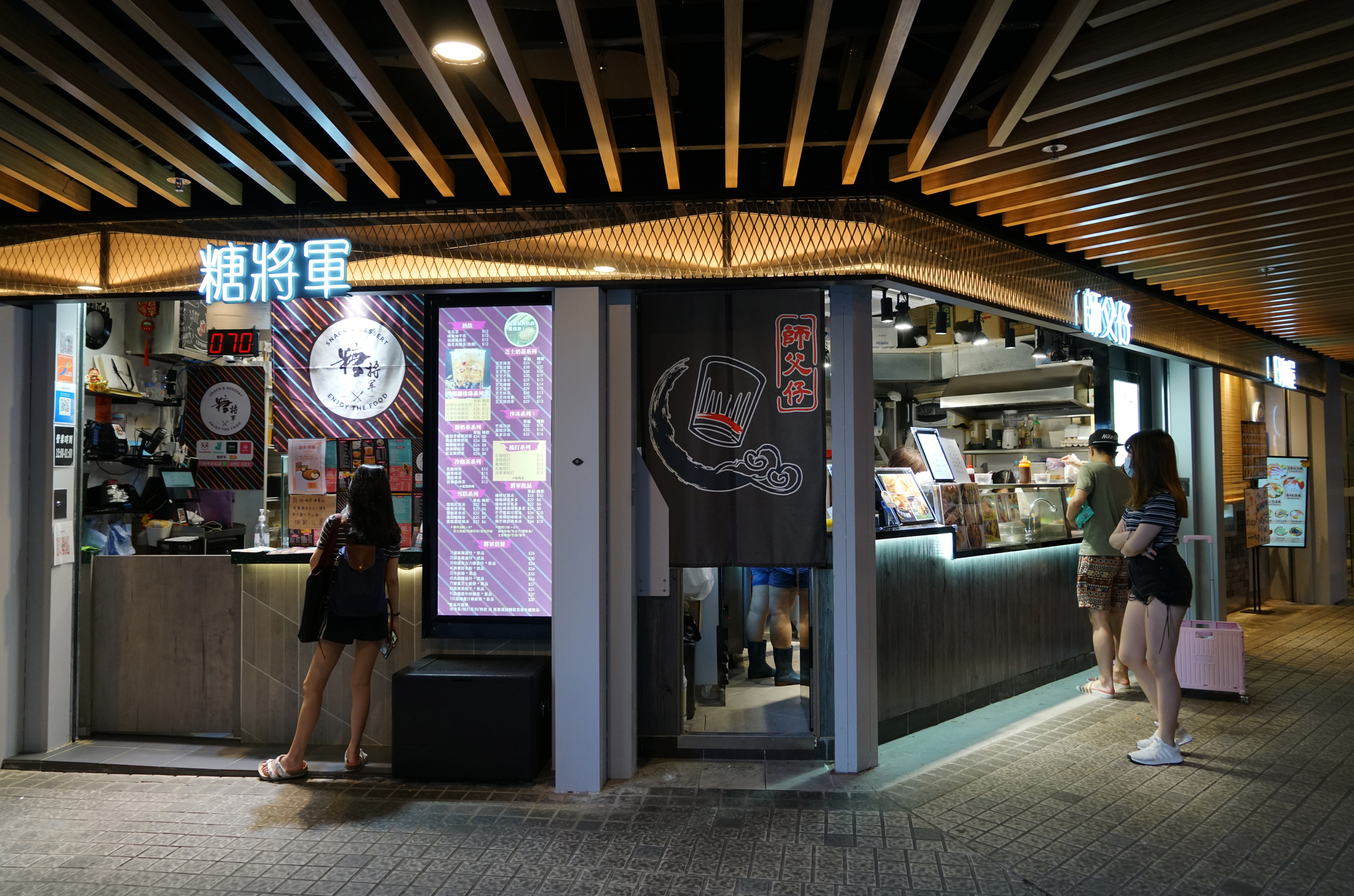
小食街

## 鄰近地方
- 尚德邨、廣明苑、寶明苑、唐明苑
- 富康花園
- 唐明街公園
- 天晉
- PopCorn

## 爭議／事件

### 消防系統
商場於2006年進行一項灑水系統工程時，先後五度向香港消防處申報修改完工日期，2007年時被揭發仍未完工，令外界擔心工程期間發生火警，後果不堪設想。負責灑水系統工程的公司表示，2006年1月曾經向消防處遞交「消防裝置暫停操作通知書」，以修理二樓的自動灑水系統。原定一個月便可完工，但其後卻五度申報延遲，最後工程在2007年7月底才能完工。

### 防煙門
另外原裝的防煙門因日久失修而損壞，一度引起更換爭議；為確保安全起見，領展決定全數更換防煙門。

### 連鎖運動用品店進駐商場
領展於第二次翻新工程時，決定進駐連鎖運動用品店－迪卡儂於商場3樓全層，佔地高達3.6萬平方呎、售賣逾1萬多種產品；3樓部分商舖租戶為百佳超級廣場，但領展未有與其續約，隨後在101號舖及G10號舖開設臨時超市（最終在209號鋪重新開業）。
此舉引起將軍澳居民不滿；而將軍澳民生關注組主席柯耀林更表示「不滿領展漠視市民需要」，並質疑「該運動用品店或會推高該區物價，且不切合居民基本民生需要」。另外有意見認為此舉是把屋邨商場「被士紳化」，易衍生「令居民的生活成本提高」等問題。

## 備註
1. ↑  尚德商場百佳超級廣場於1998年先在236-239號舖開業；於2003年搬遷到1樓108號舖並降格為超級市場；基於領展為商場作翻新工程，曾經於2012年搬遷到3樓301號舖並改回超級廣場；及後於2019年在209號鋪重新開業並再次改回超級市場。

## 外部連結
- . link.   [2019-07-31]. （原始内容存档于2019-07-31）.